# Domaszowice (województwo świętokrzyskie)
Domaszowice (do 1998 Domaszewice) – wieś w Polsce położona w województwie świętokrzyskim, w powiecie kieleckim, w gminie Masłów.
W latach 1975–1998 miejscowość administracyjnie należała do województwa kieleckiego.
W latach 30. XX wieku przez wieś przebiegała trasa kolejki z Kielc do Złotej Wody k. Łagowa.
W Domaszowicach urodzili się znany powstaniec styczniowy, historyk, pisarz – Walery Przyborowski, autor m.in. powieści historycznych dla młodzieży: Bitwa pod Raszynem, Szwedzi w Warszawie, Noc styczniowa, Rycerz bez skazy i trwogi, Szwoleżer Stach.
We wsi znajduje się kaplica pw. Matki Boskiej Częstochowskiej z II poł. XIX w., należąca do domaszowickiej parafii pw. Błogosławionego Wincentego Kadłubka. Kaplica została wpisana do rejestru zabytków nieruchomych (nr rej.: A.418 z 28.04.1984).